# هوارد رايت كاتلر
هوارد رايت كاتلر (بالإنجليزية: Howard Wright Cutler)‏ هو مهندس معماري أمريكي، ولد في 1883 في أوراي في الولايات المتحدة، وتوفي في 1948 في واشنطن العاصمة في الولايات المتحدة.

## معرض صور

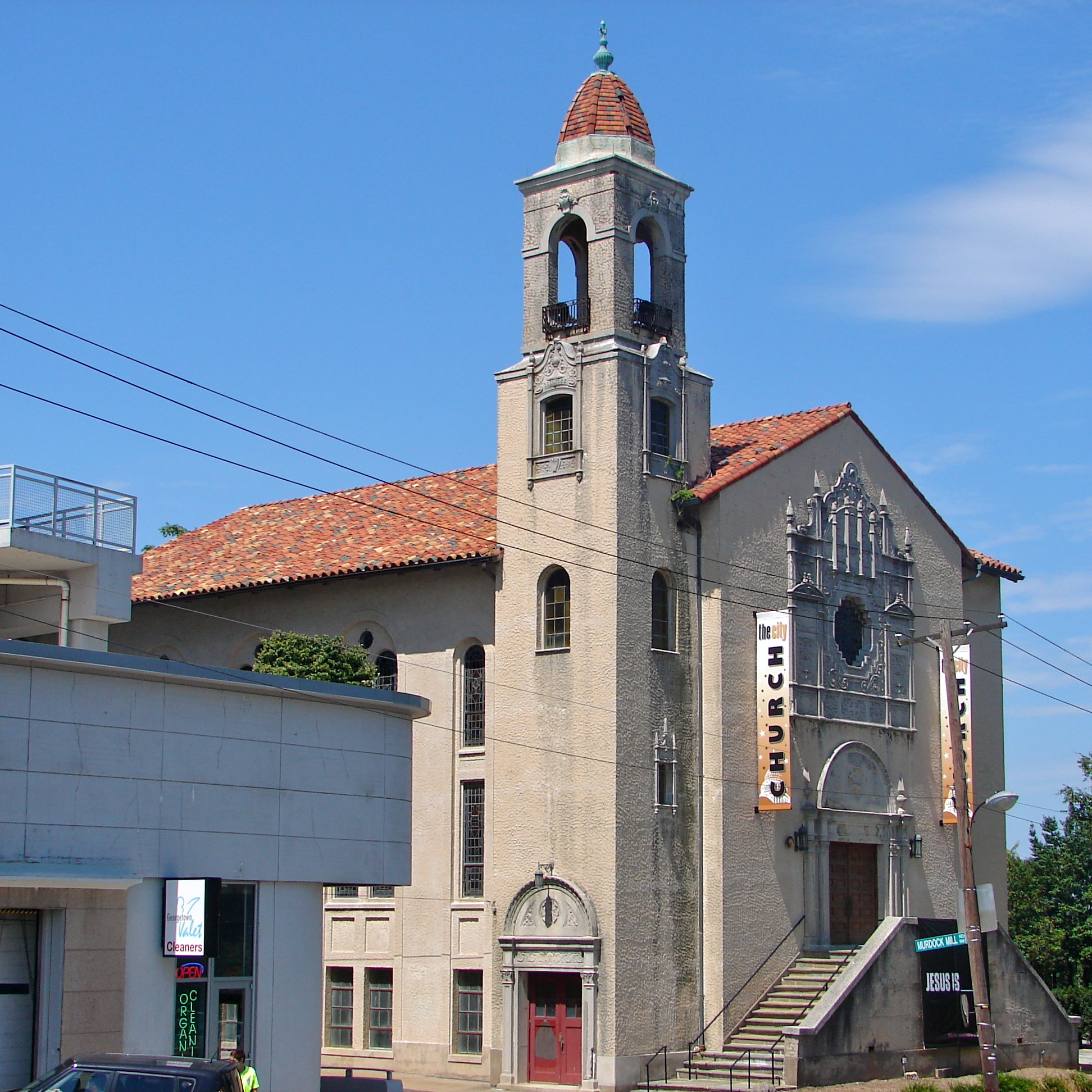
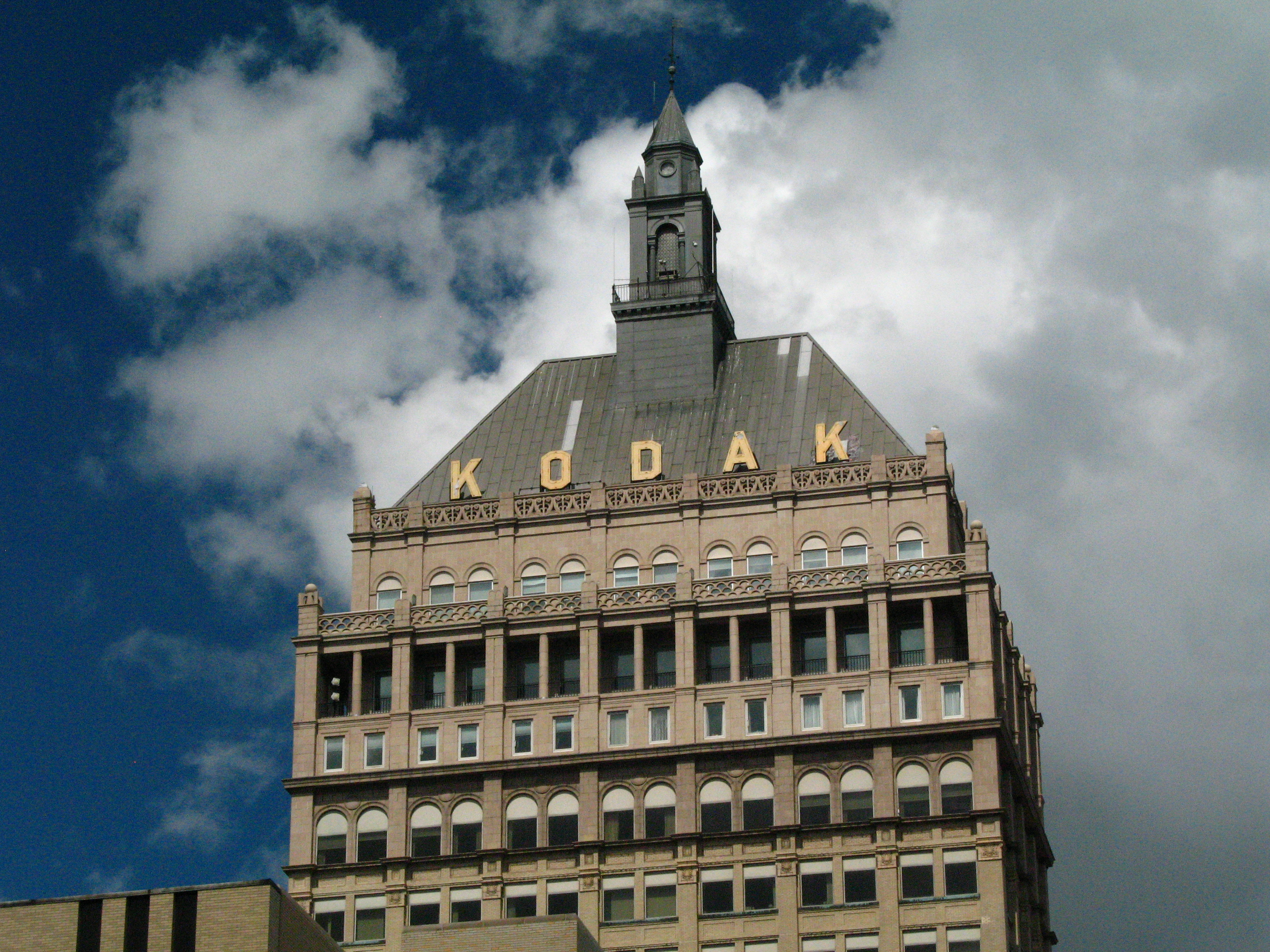
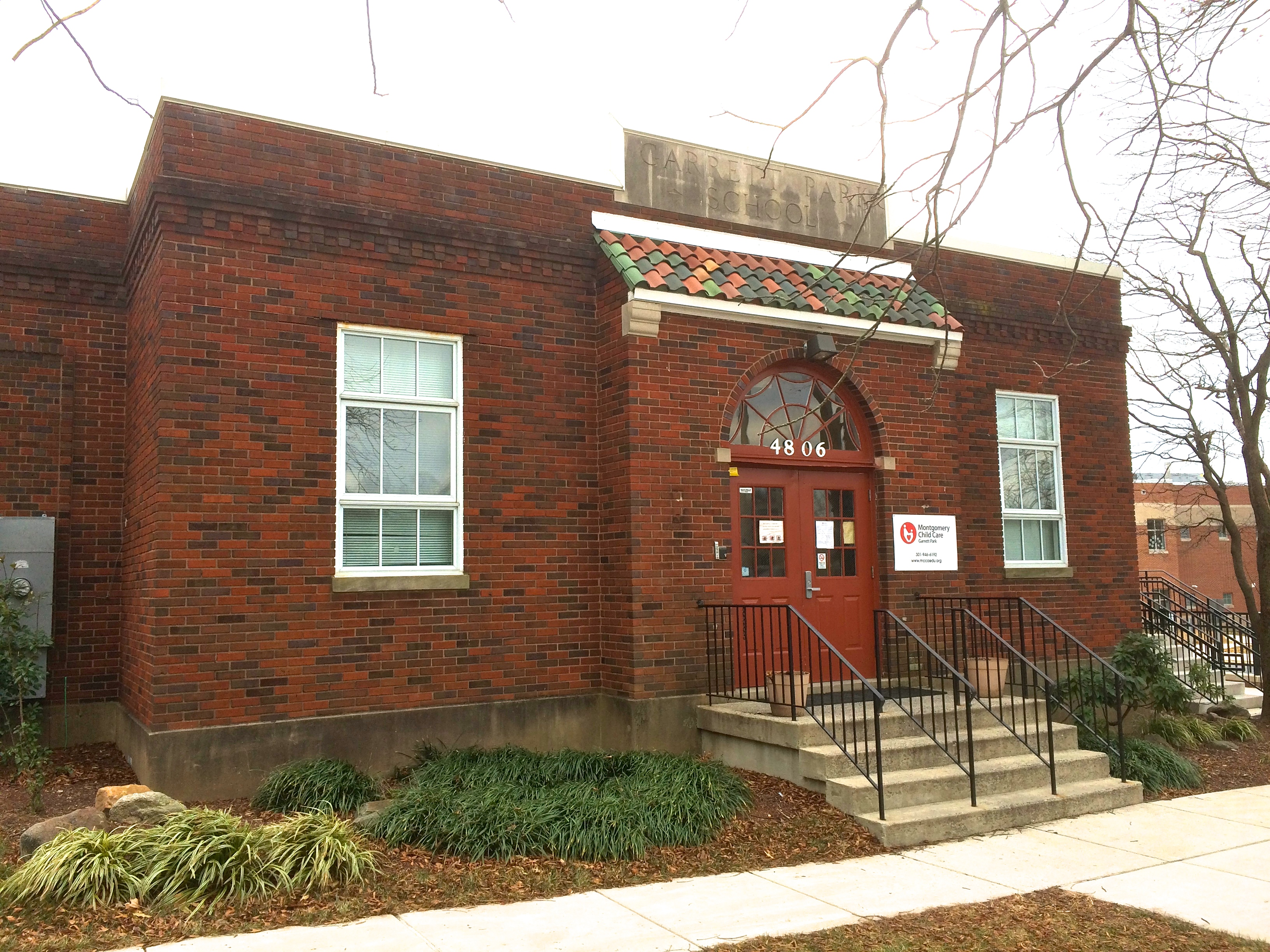
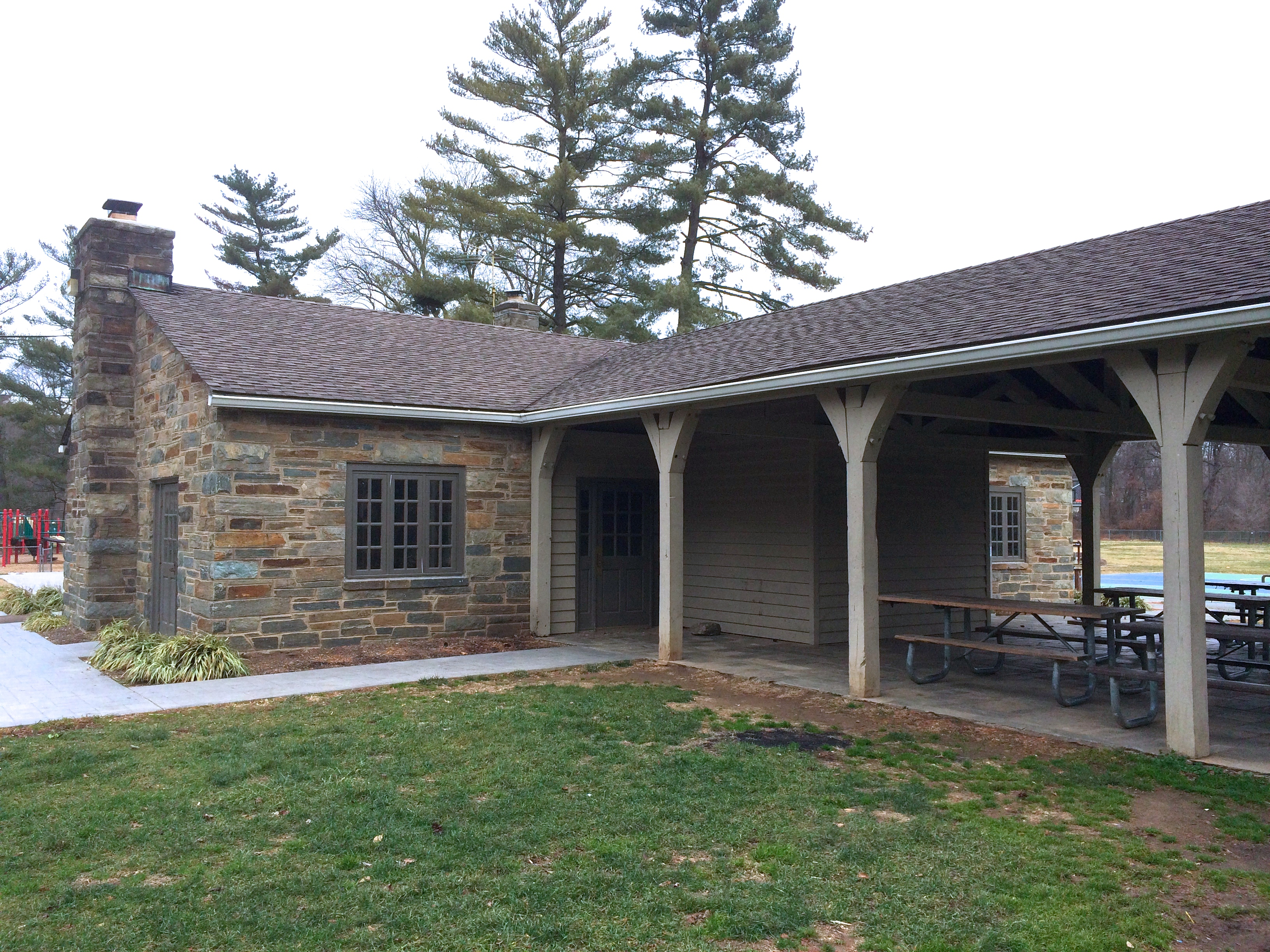